# Студзянка (Люблінське воєводство)
Студзянка (пол. Studzianka) — село в Польщі, у гміні Ломази Більського повіту Люблінського воєводства. Населення — 427 осіб (2011).

## Історія
За даними етнографічної експедиції 1869—1870 років під керівництвом Павла Чубинського, у селі переважно проживали греко-католики, які розмовляли українською мовою.
Село постраждало під час боїв Першої світової війни між російською та австро-угорською арміями. Внаслідок бойових дій та російської евакуації влітку 1915 року місцевого українського православного населення вглиб Російської імперії, село було повністю спалене.
У 1975—1998 роках село належало до Білопідляського воєводства.

## Населення
Демографічна структура станом на 31 березня 2011 року:
|          | Загалом | Допрацездатний вік | Працездатний вік | Постпрацездатний вік |
| -------- | ------- | ------------------ | ---------------- | -------------------- |
| Чоловіки | 218     | 50                 | 138              | 30                   |
| Жінки    | 209     | 45                 | 110              | 54                   |
| Разом    | 427     | 95                 | 248              | 84                   |